# Assicredito
Assicredito, per esteso Associazione Sindacale fra le Aziende del Credito, fu un'associazione sindacale italiana che riuniva fra loro le aziende del settore creditizio e finanziario. Fu fondata a Roma nel 1947. Assicredito si diede come compito quello di tutelare le aziende associate nei rapporti di lavoro con i loro dipendenti e di darne rappresentanza anche nelle sedi istituzionali. Aveva anche funzione di organo consultivo. Restavano fuori dal suo raggio le casse di risparmio che si associavano invece nell'ACRI.
Nel 1997 si è fusa per incorporazione con l'ABI.